# Brezje pri Grosupljem
Brezje pri Grosupljem je naselje v Občini Grosuplje in je del krajevne skupnosti Grosuplje. Po velikosti je tretje največje naselje v občini. Šteje približno 972 prebivalcev.
Je gručasto naselje v zahodnem delu Dolenjskega podolja leži ob severovzhodnem vznožju nizkega osamelca Ježe (391 mnm), sredi Grosupeljske kotline. Od središča Grosuplja je oddaljeno dober kilometer. Na severu in vzhodu so zaradi reguliranega potoka Bičje vlažni travniki, na vzpetem in peščenem območju na vznožju Ježe pa so njive.